# SPM-Terminal

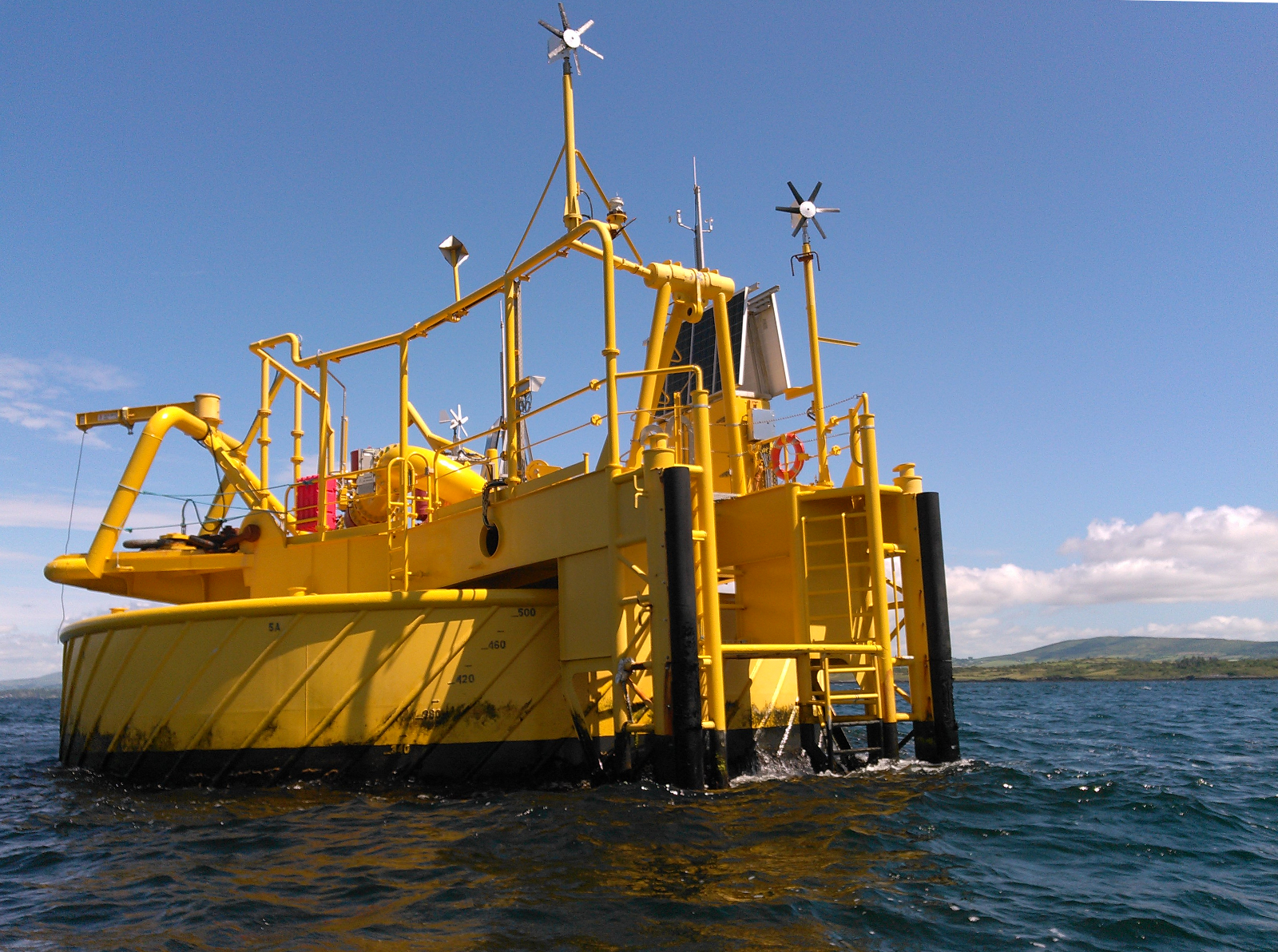
SPM Terminal bei Whiddy Island, Irland

Ein SPM-Terminal (von englisch single-point mooring etwa Einzelpunktliegeplatz) ist eine vor der Küste verankerte Verladeboje, die als Liegeplatz und Verbindung für Tankschiffe dient, um Gas oder flüssige Produkte zu laden oder zu löschen. SPMs sind die Verbindung zwischen geostatischen Unterwasserverteileranschlüssen und schwojenden Schiffen. Sie sind in der Lage, jede Schiffsgröße zu bedienen, auch sehr große Supertanker (VLCC = Very Large Crude Carrier und ULCC = Ultra Large Crude Carrier), für die keine ausreichende Einrichtung an Land verfügbar ist.
In seichtem Wasser werden SPMs verwendet, um Rohöl und raffinierte Erdölprodukte von Küsten- und Offshore-Ölfeldern oder Erdölraffinerien zu laden und zu entladen. Diese Bojen sind normalerweise für alle Arten von Öltankern geeignet. In Tiefwasserölfeldern werden SPMs normalerweise verwendet, um Rohöl direkt von den Produktionsplattformen zu übernehmen, wenn eine Pipeline zum Ufer aus wirtschaftlichen oder ökologischen Gründen nicht sinnvoll ist. Diese Liegeplätze werden normalerweise für spezielle Tankschiffe bereitgestellt, die daran ohne Hilfe festmachen können.
Es werden verschiedene Arten von Einzelpunktliegeplätzen verwendet.

## Seezeichen
Oft sind SPM-Terminals auch als Seezeichen national und international registriert, die die Position und meist auch eine Sperrzone markieren. Dieses Objekte werden dann wie ein Leuchtturm oder ein Feuerschiff registriert.